# Citronella smythii
Citronella smythii är en järneksväxtart som först beskrevs av Ferdinand von Mueller, och fick sitt nu gällande namn av Howard. Citronella smythii ingår i släktet Citronella och familjen Cardiopteridaceae. Inga underarter finns listade i Catalogue of Life.